# Rob Page
Robert John „Rob“ Page (* 3. September 1974 in Llwynypia) ist ein ehemaliger walisischer Fußballspieler und jetziger -trainer. Zuletzt war er Trainer der walisischen Fußballnationalmannschaft. Er coachte Wales unter anderem bei der Fußball-Europameisterschaft 2021 und in der erfolgreichen Qualifikation für die Fußball-Weltmeisterschaft 2022.

## Karriere

### Spieler
1974 im Rhondda geboren, wuchs Page auch dort auf, genauer gesagt in Tylorstown. Page begann seine Karriere in den 1980ern in der Juniorenabteilung des FC Watford. Als er 1993  aus der U18 von Watford ausschied, wurde er in die Haupt-Mannschaft integriert. Der Verteidiger spielte zunächst nur bei Spielen im FA Cup und im League Cup, wurde jedoch mit der Saison 1998/99 Stammspieler. Mit Watford gelang ihm in dieser Saison auch der Aufstieg in die Premier League. Während der nächsten Saison war er Teamkapitän Watfords. Für seine Leistungen ernannte ihn der Verein zu seinem Spieler des Jahres. Den Abstieg konnte aber auch Page nicht verhindern. Danach blieb Page noch während der Football League First Division 2000/01 bei Watford, wechselte aber danach nach über 200 Spielen für Watford zum Ligakonkurrenten Sheffield United. Später nahm der FC Watford Page in seine Hall of Fame auf.
Dort konnte sich der Verteidiger ebenfalls als Stammspieler etablieren, und bestritt über hundert Spiele für den Verein. Nichtsdestotrotz wechselte er 2004 zu Cardiff City in seine walisische Heimat, wo ihm jedoch der Stammplatz verwehrt blieb. Nach nur einer halben Saison zog es ihn zurück nach England zu Coventry City und wurde dort erneut ein Stammspieler. Nach zweieinhalb Saisons wurde Page dann aber erneut transferiert, diesmal zu Huddersfield Town in die League One. Ähnlich wie bei seinem Ausflug nach Cardiff wechselte er bereits nach einer halben Saison wieder und waspielte danach noch bis 2011 beim FC Chesterfield in der League Two. Anschließend beendete er seine Karriere als Spieler.
Bereits Anfang der 1990er spielte Page mehrfach für walisische Junioren-Nationalmannschaften. 1996 wurde er auch in die walisische Fußballnationalmannschaft berufen und bestritt in den folgenden Jahren insgesamt 41 Länderspiele, die ausschließlich Freundschafts- oder Qualifikationsspiele waren. Während seiner Spielerkarriere galt Page als „eisenharter Verteidiger“.

### Trainer
Direkt nach Ende seiner Spielerkarriere wurde Page bei Port Vale der Koordinator des Nachwuchsbereiches. Nach nur einem Jahr wurde er Co-Trainer des Vereines unter Micky Adams. Nach 116 Spielen in dieser Konstellation verließ Adams 2014 den Verein und Page wurde sein Nachfolger. In den anschließenden zwei Spielzeiten leitete er 93 Partien. Danach kehrte er dem Verein aber den Rücken und leitete in der ersten Saisonhälfte 2016/17 Northampton Town. In der zweiten Saisonhälfte arbeitete er als Co-Trainer von Gary Brazil bei Nottingham Forest, ehe er im März 2017 Trainer der walisischen Juniorennationalmannschaften wurde. Hauptsächlich arbeitete er mit der walisischen U21. 2019 wurde er dann Co-Trainer der walisischen Nationalmannschaft unter Ryan Giggs.
Als sich Giggs 2020 gerichtlich dem Vorwurf der häuslichen Gewalt in zwei Fällen stellen musste, wurde dessen Engagement als walisischer Nationaltrainer ausgesetzt. Page übernahm deshalb im November 2020 interimsweise die Leitung der walisischen Nationalmannschaft. Als Coach führte er Wales auch durch die Fußball-Europameisterschaft 2021, bei der Wales als Gruppenzweiter der Gruppe A das Achtelfinale erreichte. Dort schied sein Team gegen Dänemark aus. Seine Leistung insbesondere während der EM wurden sehr positiv bewertet. Hervorgehoben wurde vor allem Pages Fokussierung auf Teamgeist und Nationalstolz.
In der Qualifikation für die Fußball-Weltmeisterschaft 2022 erreichte Wales zunächst die Play-Offs, in denen man sich mit Siegen über Österreich und die Ukraine für die WM-Hauptrunde qualifizierte. In dieser wurde man einer Gruppe mit England, den USA und dem Iran zugelost. Für Wales war es die erste WM-Teilnahme seit 1958. BBC Sport sprach deshalb gleich von einem „goldenen Zeitalter“, das die walisische Nationalelf gerade habe, während die nordwalisische Daily Post meinte, Page als Nationaltrainer habe sich zu einer „walisischen Legende“ gemacht. Page war zu diesem Zeitpunkt nach wie vor kommissarischer Nationaltrainer. Erst im Juni 2022 trat Giggs schließlich zurück, wodurch Page nun ganz offiziell Nationaltrainer von Wales wurde. Im September 2022 schloss er mit der Football Association of Wales eine Verlängerung seines bestehenden Vertrags bis 2026. Nachdem er mit Wales die Qualifikation zur Europameisterschaft 2024 verpasst hatte, musste er im Juni 2024 seinen Posten räumen.